# 細絲鰭鱈
細絲鰭鱈，為輻鰭魚綱鱈形目稚鱈科的其中一種，分布於東太平洋加拉巴哥群島及巴拿馬外海海域，深度515-722公尺，為深海底棲性魚類，體長可達16.9公分，棲息在底層水域，生活習性不明。

## 扩展阅读
維基物種上的相關：細絲鰭鱈